# Telephos (Euripides)
Telephos (altgriechisch Τήλεφος) ist eine in Fragmenten erhaltene Tragödie des griechischen Dramatikers Euripides, die 438 v. Chr. als dritter Teil einer Tetralogie uraufgeführt wurde. Die ersten beiden Teile der Tetralogie waren die Tragödien Die Kreterinnen und Alkmaion in Psophis, der vierte Teil war Alkestis. 
Das Stück behandelt eine Episode aus dem Mythos des mysischen Königs Telephos. Die Griechen waren auf ihrem Kriegszug nach Troia versehentlich in Mysien gelandet und dort in Kämpfe verwickelt worden, in denen Telephos von Achilleus verwundet wurde. Als die Wunde nach der Schlacht nicht heilt, befragt Telephos ein Orakel und erhält den Orakelspruch, dass nur derjenige die Wunde heilen könne, der sie ihm zugefügt habe. Telephos begibt sich daraufhin nach Argos, wo Achilleus nach dem vergeblichen Versuch, Troja zu finden, sein Lager aufgeschlagen hatte. Als Bettler verkleidet gelangt Telephos in dessen Lager. Dort nimmt er das Kind Orestes als Geisel und erzwingt damit die Heilung seiner Wunde.
Das Motiv des in Lumpen gekleideten Königs wurde 425 v. Chr. von Aristophanes in Die Acharner parodiert, dem ältesten erhaltenen Werk des Aristophanes, in dem Euripides auch als handelnde Person auftritt.

## Ausgaben
- Johann August Nauck: Euripidis Tragoediae, Band 3: Fragmente. Teubner, Leipzig 1871.
- Tragicorum Graecorum Fragmenta, Band 5, S. 579–589.